# Август Фердинанд фон Велтхайм
Август Фердинанд фон Велтхайм (на немски: August Ferdinand Graf von Veltheim) от „Черната линия“ на род Велтхайм в Източна Долна Саксония, господар в Харбке, кралски-великобритански и курфюрстки Брауншвайгски-Люнебургски „берг-хауптман“. Той е прочут минералог и геолог, издава множество книги. През 1798 г. получава титлата почетен доктор на университет в Хелмщет. За постиженията му е издигнат на пруски граф на 6 юли 1798 г. в Берлин.

## Биография
Роден е на 18 септември 1741 година в Харбке в окръг Ной Халденслебен, Саксония-Анхалт. Той е син на Фридрих Август фон Велтхайм (1709 – 1775) и съпругата му фрайин Мария Анна Катарина Камейтски фон Елстиборс (1709 – 1760), дъщеря на фрайхер Кристиан Еберхард Камейтски фон Елстиборс, господар на Рюкинген (1671 – 1726) и фрайин Елизабет Доротея фон Геминген (1684 – 1726). Внук е на Ото Лудвиг фон Велтхайм (1672 – 1714) и Армгард Амалия фон Бартенслебен (1668 – 1738). Потомък е на Хайнрих фон Велтхайм († сл. 1360), който служи от ок. 1356 г. на херцог Вилхелм II фон Брауншвайг-Люнебург.
Брат е на Фридрих Вилхелм фон Велтхайм (1743 – 1803), рицар на Немския орден, таен министър в Хесен, София Шарлота фон Велтхайм (1735 – 1793), омъжена на 10 февруари 1757 г. в Харбке за граф Гебхард Вернер фон дер Шуленбург-Волфсбург (1722 – 1788), и на граф Карл Кристиан Септимус фон Велтхайм (1751 – 1796 в Санто Доминго, Западна Индия), таен финансов съветник.
Баща му Фридрих Август фон Велтхайм е до 1755 г. президент на дворцовия съд в Херцогство Брауншвайг и Волфенбютел.
От 1760 г. Август Фердинанд фон Велтхайм следва в университета в Хелмщет. През 1763 г. започва държавна служба в Брауншвайг. След една година той става курфюрстки камера-съветник. През 1796 г. руската царица Екатерина II му предлага службата на руски обербергхауптман, но той отказва. Фридрих участва в разработката на провинциалната книга на законите в Херцогство Магдебург.
Умира на 2 октомври 1801 година в Брауншвайг, Княжество Брауншвайг-Волфенбютел. Със смъртта на синът му Вернер фон Велтхайм през 1860 г. измира по мъжка линия старият клон на „Черната линия“. Всичките собствености отиват на клона на брат му Карл Кристиан Септимус фон Велтхайм.

## Фамилия
Първи брак: на 4 юни 1771 г. се жени за фрайин Филипина Фридерика фон дем Бусше (* 1758; † 28 април 1778, Целерфелд), дъщеря на фрайхер Йохан Кламор Август фон дем Бусше-Лое (1706 – 1764) и Анна Фридерика фон Франкенберг-Прошлиц (1727 – 1808). Тя умира на 20 години. Те имат две деца:
- Фридрих Адолф фон Велтхайм († умира рано)
- Аделхайд фон Велтхайм (* 2 януари 1774, Целерфелд; † 12 януари 1821), омъжена на 18 ноември 1794 г. в Харбке за Фридрих фон Велтхайм (* 22 май 1770, Дещет; † 5 юни 1805, Дещет)

Втори брак: на 21 май 1779 г. в Грьоба се жени за Отония Хенриета фон Арним (* 25 януари 1760; † 16 март 1803, Брауншвайг), дъщеря на Карл Хайнрих фон Арним (1724 – 1798) и Отония Емеренция Доротея фон Мирбах (1731 – 1813). Те имат пет деца:
- Рьотгер фон Велтхайм (* 25 януари 1781, Харбке; † 27 март 1848, Брауншвайг), наследствен маршал на херцогство Магдебург, женен I. на 24 декември 1802 г. (развод 1806) за фрайин София Фридерика Вилхелмина Луиза фон Лаутербах (* 7 октомври 1784, Франкфурт на Майн; † 27 септември 1860, Путбус), II. за на 26 март 1808 г. за Шарлота Антоанета Фридерика фон Бюлов (* 6 юли 1781; † 27 март 1848)
- Вернер фон Велтхайм (* 18 февруари 1785, Брауншвайг; † 5 юни 1860, Харбке), държавен министър на Херцогство Брауншвайг, женен I. на 24 септември 1810 г. за Вилхелмина фон Аделебсен († 1811), II. на 10 декември 1812 г. за Аделхайд Мелузина фон Аделебсен († 24 февруари 1823), сестра на Вилхелмина фон Аделебсен, III. на 3 август 1824 г. в Брауншвайг за Емилия Каролина Хенриета фон Бризен (* 29 март 1801; † 13 февруари 1869)
- Клара фон Велтхайм (* 13 юни 1790)
- Мариана Албертина фон Велтхайм (* 26 февруари 1794, Брауншвайг; † 10 май 1844, Берлин), омъжена на 26 февруари 1812 г. в Дещет за първия си братовчед Франц Вилхелм Вернер фон Велтхайм (* 10 ноември 1785, Ротенбург ан дер Заале; † 31 декември 1839, Шьонфлис), син на чичо ѝ граф Карл Кристиан Септимус фон Велтхайм (1751 – 1796) и втората му съпруга Фридерика Албертина фон Панвиц (1751 – 1789).
- Армгард фон Велтхайм

## Памет
На него е кръстено растението „Veltheimia bracteata“.

## Публикации
- Grundriß der Mineralogie. 1781
- Etwas über die Bildung des Basalts, und die vormahlige Beschaffenheit der Gebirge in Deutschland. 1787
- Über Werners und Karstens Reformen in der Mineralogie.
- Über die Hauptmängel der Eisenhütten in Deutschland. 1790
- Anekdoten vom Französischen Hofe vorzüglich aus den Zeiten Ludewigs des XIV. und des Duc Regent aus Briefen der Madame d'Orleans Charlotte Elisabeth Herzog Philipp I. von Orleans Witwe welchen noch ein Versuch über die Masque de Fer beigefügt ist. Straßburg 1789